# Kigira
Kigira är ett vattendrag i Burundi.   Det ligger i provinsen Bururi, i den centrala delen av landet, 70 kilometer sydost om huvudstaden Bujumbura.
Omgivningarna runt Kigira är en mosaik av jordbruksmark och naturlig växtlighet. Runt Kigira är det ganska tätbefolkat, med 124 invånare per kvadratkilometer.